# Pleșești
'Pleșești falu Romániában, Erdélyben, Fehér megyében.

## Fekvése
Fehérvölgy közelében fekvő település.

## Története
Pleşeşti korábban Fehérvölgy része volt, 1956 körül vált külön 228 lakossal.
1966-ban 132, 1977-ben 111, 1992-ben 71 román lakosa volt. 2002-ben pedig 104 lakosából 103 román, 1 magyar volt.